# 命運傳奇
《命運傳奇》（台湾又译「時空幻境 命運傳奇」）是一款在1997年12月23日由南梦宫（現万代南梦宫娱乐）所發售的PlayStation（以下稱為PS）電子角色扮演遊戲遊戲。2006年11月30日在PlayStation 2（以下稱為PS2）上發售重製版。2008年1月31日在PlayStation 2上發售導演剪輯版。

## 概要
傳奇系列的正篇作品中第二個作品，經常被簡稱為「Destiny」或「TOD」。宣傳標語為「解放命運」。在傳奇系列中特有的遊戲類型PS版為「命運的RPG」、PS2版為「名叫命運的RPG」、導演剪輯版為「另一個名叫命運的RPG」。續篇為《命運傳奇2》。
《命運傳奇》的PS2版（通常版）在日本遊戲大獎2006的未來部門獲獎。於1998年11月26日發售PS the Best的廉價版。之後於2008年1月31日發售以《命運傳奇 導演剪輯》（Tales of Destiny Director's Cut）為遊戲標題的導演剪輯版。

## 故事
史坦·艾爾隆為了成為士兵，而貿然離開故鄉莉妮村。他偷偷的搭乘飛行龍「露米納·德拉孔尼斯」（ルミナ・ドラコニス），企圖偷渡前往聖因加爾德王國的首都達利爾雪德，但是在途中被發現偷渡，所以武器被沒收了。之後怪物向飛行龍襲擊。武器被沒收的史坦為了尋找武器，而在飛行龍內搜索著。然後他在倉庫內發現了寄宿著人格的劍「守護劍·迪姆羅斯」。
成為迪姆羅斯的主人史坦·艾爾隆，在之後的旅途中與「守護劍·亞托懷特」的主人露蒂·卡特雷特和「守護劍·夏露狄耶」的主人里歐·馬格那斯等人們相遇，並且被捲入圍繞著「神之眼」的騷亂中。

## 登場人物

### 主要人物
史坦·艾爾隆（Stan Aileron，聲優：關智一）
19歲、身高：172cm、體重：63kg
本作的主角。守護者·迪姆羅斯的主人。
住在菲茲卡魯特的山中村莊利尼，跟著爺爺湯瑪斯跟妹妹莉莉絲，在村子裡放羊過生活，立志成為塞伊喀魯特王國的士兵，但是因為沒有錢搭乘其他的交通工具，而採取偷渡到飛行龍上，而在飛行龍上遇到魔物襲擊，因而遇到迪姆羅斯。
個性上很純真正直的熱血漢，因為他在鄉下長大，所以對一些常識跟知識都不甚了解，非常能睡，所以要在他睡著的時候叫醒他，是極為困難的事。PS2版中對於里歐的友情相當的重視，就算被里歐背叛還依舊想幫助他的一面。
露蒂·卡特雷特（Rutee Kartret，聲優：今井由香）
18歲、身高：157cm、體重：46kg、B：83 W：56 H：83（cm）
本作的女主角。守護者·愛特懷特的主人。
出身於克雷斯達（クレスタ）小村子的透鏡獵人。為了讓孤兒院順利運作，努力存錢的透鏡獵人。在她眼中不只是靠透鏡的來源賺錢，甚至在戰鬥時也不忘了收集金錢。對於金錢的執念讓她染上了犯罪行為，所以塞伊喀魯特各地都有通緝單。
其實她本性十分的善良，對於孤兒院的小孩子，有如大姐姐般照顧他們。實際上她是修格的女兒，里歐的姐姐。從小被丟棄在克雷斯達的孤兒院前，修格（米多克朗）命令露蒂的母親殺掉她，克莉絲為了保護女兒便把她丟在孤兒院門口，將愛特懷特放在旁邊跟她作伴。PS2版中加重了她跟史坦之間互動的事件。
里歐·馬格那斯（Lion Magnus，聲優：綠川光）
16歲、身高：159cm、體重：48kg
守護者·夏露狄耶的主人。
塞伊喀魯特王國的客座劍士，16歲就成為王國客座劍士，一個人就打敗了史坦、露蒂、瑪莉等三人實力者。將來預定成為七將軍中的一人。本名“艾米利歐·卡特雷特（エミリオ・カトレット）”，因為排斥修格而放棄吉爾克里斯特（ジルクリスト）的姓氏，改姓母親的姓氏卡特雷特。而里歐·馬格那斯這名字的另一各目的，就是要隱瞞他跟修格的父子關係，修格所給他的假名。在生下他之前姐姐露蒂被帶去克雷斯達的孤兒院，母親克莉絲生下他之後就身亡，在沒有家庭之愛的生活中長大。
因為其環境，所以他的性格相當冷漠且複雜，對於其他人封閉自己的心，唯獨對擁有著與母親模樣相似的女僕瑪莉安敞開心胸，在知道修格拿瑪莉安的生命當做要脅的手段時，放棄了抵抗選擇跟史坦敵對的道路，在敗給史坦後被；在海底洞窟即將崩塌之際；選擇留下並開啟逃生梯開關；最終犧牲。
PS2版本中，里歐·馬格那斯是他自己取的，為了跟修格撇清父子關係這點不變，但是變更成不是修格幫他取的。史坦對里歐的這段友情，比起PS版加重兩人之間的友誼關係，以及史坦對於里歐友情的重視程度描述。
菲莉亞·菲莉斯（Philia Philis，聲優：井上喜久子）
19歲、身高：162cm、體重：47kg、B：78 W：54 H：82（cm）
守護者·克雷門提的主人。
斯特雷萊茲神殿研究古代文明的司祭。對任何人都相當的慈愛，對於自己所犯下的過錯相當後悔。對亞塔莫妮神相當的信仰，經常待在神殿的緣故所以對世事不太了解，個性上有點天然呆。因為嘗試阻止格雷巴姆奪走神之眼，而被石化。之後跟著史坦等人同行，在前往卡爾巴雷斯路上遇到克雷門提，私底下偷偷暗戀著史坦。因為非常喜歡讀書，所以視力有點低，是世界上稀少的眼鏡愛用者。
PS2版中，手持標示骷髏的奇怪藥品時，會露出邪惡的笑容。沒有眼鏡的時候，眼睛視力低的很不尋常，經常把露蒂跟里歐搞錯、史坦跟瑪莉分辨不出來，不同體型的康格曼跟強尼看不出差別。
伍德隆·凱爾文（Woodrow Kelvin，聲優：速水獎）
23歲、身高：181cm、體重：68kg
守護者·伊肯迪諾斯的主人。
他同時是法達利亞王國的王子，擅長劍術以及弓術，其本人擁有博學的知識、統馭力跟政治力。在神之眼事件中，他的父親伊薩克王，因為抵抗格雷巴姆入侵而戦死，以極為年輕年紀接掌王位，母親在小時候就因為生病過世了。在達利斯死亡的時候對瑪莉抱持的愛戀之心，但並沒有如願在一起。
PS2版中，去掉了愛戀瑪莉的部份，增加對於偉大的父親，繼承其王位的不安而特別的感到苦惱。在亞爾帕底下學習了20年，所以除了師傅亞爾帕以外，對於長者都會採用敬語。
瑪莉·艾捷特（Mary Agent，聲優：天野由梨）
24歲、身高：170cm、體重：54kg
失去記憶的女戰士，在一年多前遇到露蒂，除了自己的名字以外其他的全部不記得了，為了恢復記憶而跟著露蒂一起旅行。其樂天的性格把所見的，全部當成沒見過的新鮮事物，所以失去記憶並沒有讓她感到悲傷。另一方面，在失去記憶之前所拿的劍（PS2版為短劍）是跟自己記憶有關的物品，感覺是恢復記憶的重要關鍵。意外的相當愛好料理，有著十分居家的一面。
本名瑪莉·文聖特（マリー・ビンセント），艾捷特是露蒂取的姓氏。雪之國法達利雅住在賽利爾街（サイリルの街），達利斯·文聖特的妻子，在一年多以前受到格雷巴姆勢力的襲擊，在達利斯留下來斷後情況下順利逃走，也是在哪各時候失去記憶的。
PS2版中，關於達利斯的部份做了大幅修改，失去記憶的部份被修改掉，至於達利斯死亡的部份也做了修正，也比較強調瑪莉對於達利斯的愛意部份。追加喜歡可愛東西的一面，對於家庭的一面也描述比較多。
雀兒西（Chersea Tone，聲優：渡邊菜生子）
14歲、身高：151cm、體重：39kg
伍德隆修習弓術師傅亞爾帕的孫女，對人非常的有禮貌。對小孩子來說不常使用的諺語跟四字成語，簡單的就能像大人般的應用。是一各在亞爾帕家附近，都能輕易在雪山中迷路的方向路癡。得意的武器為弓矢（小弓），3歲就開始修行，祖父是弓術的達人，所以弓術的能力非常出色。對伍德隆抱持著愛慕之心。
原本是傑諾斯（ジェノス）名家出生的女兒，因為幼年時期發生傑諾斯流行疫病（黑死病），雙親因而雙雙病故，之後祖父接去一同生活，由於隱瞞母親的死，對祖父很不能諒解，之後才將實情告訴她。
PS2版中，年幼的時候，知道流行病將他的雙親帶走的原因，知道自己還小所以大人不願意講太多。所以對於祖父隱瞞雙親死亡的原因，以及一度討厭祖父的設定都修改掉。追加在小時候搶走祖父，因而討厭伍德隆這個人的設定。
麥提·康格曼（Mighty Kongman，聲優：玄田哲章）
39歲、身高：190cm、體重：100kg
諾伊修塔特競技場的常勝冠軍，不需要任何的武器，依賴自己鍛鍊的肉體來戰鬥，經常赤裸著上半身，只帶著右肩的保護心臟部位程度的護甲。個性上有一點小傲慢，在諾伊修塔特是被當成「英雄」的崇拜，所以擁有著不少人氣。為了自覺給下階級的夢想跟渴望，必須保持冠軍的頭銜，而經常自我鍛練著。
PS2版中，諾伊修塔特受到武裝船團襲擊，跟史坦一起搭船出去迎擊。身為競技場冠軍「守護著小孩子的夢想，所以不可輸」的使命感較為強烈，其他事件的台詞追加，傲慢競技場冠軍的部分較之前薄弱。自身也是下階民出身的，對於諾伊修塔特被歐貝隆社介入而很反感，不認同伊蕾奴作法。另一方面對待菲莉亞熱烈的方式，讓她覺得很困擾。
強尼·紫電（Johnny Shiden，聲優：山寺宏一）
26歲、身高：174cm、體重：61kg
水上城公國中的紫電領三少爺，經常拿著弦樂器四處遊走，是一各到處走唱的吟遊詩人。喜歡從小一起長大的愛蕾諾雅，但是發覺她喜歡的是一起長大的好友菲特，而自己退出競爭，菲特與愛蕾諾雅結婚，之後還是繼續愛慕著她，在唐京領的領主迪貝里烏斯殺了愛蕾諾雅之後，隱藏自己的身分化身成一各吟遊詩人，等待復仇的機會。對於過去所發生的事，而現今採取的態度上較為輕浮。
PS2版中，關於指導者的事件多數追加，PS版中因為私怨而打倒迪貝里烏斯，追加身為水上城公國王族，所應有的責任感。跟菲特與愛蕾諾雅的三角關係，有著微妙的變化，在菲特失去愛蕾諾雅時在他身旁激勵著，卻受到菲特的冷言相向。
莉莉絲·艾爾隆（Lyris Aileron or Lilith Aileron，聲優：澤口千惠）
住在利尼村，史坦的妹妹。對料理十分的拿手，一手接下艾爾隆家所有的家事，對於一睡覺就叫不起來的史坦，叫他起床就成了她的任務，使用湯瓢跟平底鍋施展的「秘技·死者目醒（秘技・死者の目覚め）」的創始者。
PS2版中，加入小隊後，除了已婚者的瑪莉外，對於其餘的三各女性，特別是露蒂嚴厲的監督著。只要完成特別的條件就會以隱藏的同伴加入。

### 守護劍者
迪姆羅斯（Dimlos，聲優：置鮎龍太郎）
屬性：火
地上軍中將，因其勇猛的戰鬥方式也有著「突擊隊長」之稱，天地戰爭時期將其人格投射在守護者上，在戰爭結束後安置在菲茲卡魯特。在運送到塞伊喀魯特首都途中受到，成群魔物的襲擊飛行龍，而剛好跟在船上尋找武器的史坦相遇。
使用的晶術屬於炎屬性由於劍本身攻擊力高，搭配主人的劍技相當適合白兵戦中發揮。
天地戰爭時的迪姆羅斯，是名驍勇善戰、智勇雙全的熱血男子，其人格投影到守護者後個性亦同，與史坦相遇後兩人建立了對等關係；經常給予史坦建議。值得注意的是，在開啟第三秘奧義的試煉裡,劇情有說明迪姆羅斯本尊和守護者的人格是獨立分開的;陪同史坦成長的守護者迪姆羅斯的記憶並不會和本尊共享。
亞托懷特（Atwight，聲優：宇和川惠美）
屬性：水
地上軍上校、衛生兵長。水屬性的守護者，守護者小隊中惟一的女性。是守護者中唯一能使用恢復晶術，治療跟輔助為其強項。也能使用水屬性遠距離攻擊。跟貝爾瑟利歐斯、夏露迪耶一起在修格手中，在克莉絲·卡特雷特將露蒂帶到克雷斯達時，一起帶出來丟棄在孤兒院的門口，放在一旁陪伴她。之後在一旁看著露蒂成長。是迪姆羅斯在天地時代的戀人，也是克雷門提的專任醫官。
夏露迪耶（Chaltier，聲優：石川英郎）
屬性：地／闇
地上軍少校，里歐在幼年時期就跟他在一起，所以了解他的孤獨以及善良的一面，長時間在一旁看著他，並在背後默默的支持著他。在里歐背叛同伴時，放棄了守護者原有的使命，其實兩人之間的牽絆比起其他守護劍還要強烈的。在他們被濁流吞沒的時候說出了「我的主人是少爺」命運與共的台詞。
跟天地戰爭時期的性格跟語氣上不太相同，原本懦弱消極的性格，比不上其他人的自卑感，因為受到里歐的影響而消失，變的能發揮出12分的實力來。PS版中發現劍的地點不明，PS2中追加安置在水上城公國中，跟紫電領有著深刻關係的設定。是紫電家在水上城公國境內挖掘獲得，之後變成水上城公國內的祭祀之劍，在10年前被偷偷轉交修格之手。
克雷門堤（Clemente，聲優：八奈見乘兒）
屬性：光／雷
地上軍中將，是身為守護者中年紀最長的。因為考慮到年齡比較大了，所以此劍並沒有設立在白兵戦目的上，反而擁有其他守護者所沒有的，更多屬性晶術上的應用。PS版中屬性原本是雷，PS2版中改成光。
在天地戰爭結束後跟地上軍突襲艦拉帝斯洛、海龍以及天空都市群一起沉入海底，在神之眼被搶奪時復甦，選擇菲利雅為主人。具有內藏跟利特拉通信的機能。本身是性格不錯的老爺爺，不過也許是太有沒有跟女性共事，所以為了這個理由選菲利雅當主人，為人也有好色的一面，被露蒂說是「女性的敵人」。
伊肯迪諾斯（Igtenos，聲優：松野太紀）
屬性：風
地上軍情報將校少將人格投射，跟迪姆羅斯、夏露迪耶一樣是適用於白兵戰的守護者，主要組裝風屬性晶術。在天地戰爭結束後，成為法達利雅王國的象徵，以代代相傳的方式傳承下去，由於在天地戰爭中遭到嚴重損害，而一直沉睡到神之眼被搶奪之時，因此他的特殊能力直到後期才得以復原。
PS2版中天地戰爭中並沒有受到損傷，而代代以法達利亞王國的國王為主人，先代的主人是伍德隆的父親伊薩克王。在第一部最後決戰時被格雷巴姆直接注入神之眼的能量，損傷了核心機能，無法說話只保留最基本的能力，在第二部開始時當成最初武器使用，直到最後試煉結束才取回人格，不過那也是終盤的事情了。
貝爾瑟利歐斯（Belserius）
屬性：光／闇
地上軍天才軍師，卡雷魯·貝爾瑟利歐斯（カーレル·ベルセリオス）的守護劍，外表是惡魔之翼模樣的漆黑刀身，該守護劍的特徵是，刀身較大同時，具有媲美克雷門堤發動大型晶術的強大能力。
核心上投射的人格為，地上軍的天才科學家哈洛路特·貝理賽利歐斯（ハロルド・ベルセリオス）博士，是卡雷魯雙胞胎的妹妹，因此跟主人卡雷魯有著不同人格投射，但這是卡雷魯強烈的這麼希望而產生的特例，所以將投射的人格採用心愛妹妹哈洛路特的人格，平常時就有如一心同體的狀態，到了戰鬥時可以靠自己的能力引出力量來。
天地戰爭最後跟米克多朗同歸於盡的突刺攻擊，讓這場戰爭在地上軍的勝利下閉幕了。但是反到米克多朗藉機將精神轉移到劍上，取代了原有人格成了這把劍的守護者，而在千年之後的現在再一次發動天地戰爭，所以這把劍應該是叫「守護劍·米克多朗（ソーディアン・ミクトラン）」。

### 歐貝隆社勢力
修格·吉爾克里斯特（聲優：内海賢二）
一手創建歐貝隆社的社長，是露蒂跟里歐的父親，原本是考古學者，在遺蹟中找到「貝爾瑟利歐斯」雷之守護劍，被寄宿其上的米克多朗人格所佔據身體，將神之眼奪走企圖讓天空都市軍復活，最後跟史坦戰鬥而死亡，會捨棄露蒂的理由是「不希望將露蒂給捲進來」。
PS2版中，追加了眼鏡，外觀印象上變的不同，利用格雷巴姆在世界上巡迴，為了讓天空都市復活而做的準備，最後被貝爾瑟利歐斯上的人格米克多朗完全給取代。在史坦等人被米克多朗給打敗時，在米克多朗要下手殺了史坦等人時，用了僅存的意識暫時取回身體切斷了貝爾克蘭托，救了女兒露蒂跟史坦等人一命。PS版中格雷巴姆的巡迴世界的理由並沒有特別交代清楚，已經完成外殼大地後，所以不需要貝爾克蘭托，因此切斷貝爾克蘭托也是依據米克多朗自己的決定。
夏因·連布蘭特（聲優：内海賢二（PS版）、幸野善之（ドラマCD）、滝雅也（PS2版））
在歐貝隆社中是一名科學家，也是修格宰邸中的管家，是建議把里歐所重視的瑪莉安當作人質的人，顯示其卑劣性格的一面。年齡相當的老了，所以在宅邸中里歐都稱他為連布蘭特爺爺，實際年齡49歲了是伊蕾奴的父親。由於不擅長肉搏戰，將元天上人兵器改造後應戰，PS2版中有著克雷門提對他說「技術要用在對的地方」追加台詞。
PS2版中，依舊是一位優秀的科學家，在修格還是一各貧窮的考古學者時，就已經跟他認識也很照顧他，對於修格的忠誠以及女兒伊蕾奴的仇，所以擋在史坦等人的面前，對於PS版中「卑劣的人物」的印象已經改變，將人質的瑪莉安稱為自己的客人，並非原先版本中把她當成人質。
伊蕾奴·連布蘭特（聲優：天野由梨（PS版）、嶋方淳子（ドラマCD、PS2版、デスティニー2））
住在諾伊修塔特，歐貝隆社在菲茲加爾德支部負責人，對貧窮的人十分的溫柔，會保護受傷的人，夢想是沒有貧富差距「真正平等的世界」，對於縮小貧富差距的現實感到疲累，結果變成想藉機利用修格的計畫，打算讓「世界在一次回歸到什麼都沒有原始狀態」的極端理論實現夢想。使用歐貝隆社或是天空都市的兵器作戰，在敗給史坦後，自己跳下天空都市身亡。單純的性格讓史坦有好感，對於史坦來說對她十分憧憬，但是她的決定給予史坦非常大的衝擊。
PS2版中更加強調出想作出「無差別的世界」的心情，追加了有如說服選民般的台詞。利用巡迴事件，製造了諾伊修塔特人們的共通敵人，萌生讓彼此有同仇敵愾的同伴心情，比較強調出「施與」他人的慈善行為，但是對於露蒂跟康格曼，從小在貧窮中長大的人來說，看在眼裡是很反感的行為。
巴魯克（聲優：飯塚昭三（PS版）、幸野善之（ドラマCD、PS2版））
歐貝隆社沙之島卡爾巴雷斯支部負責人，設立巴魯克基金救助貧困的人，知道卡爾巴雷斯的狀況，考慮也許回歸最初的狀態才能拯救世界，因此贊同修格的計畫，與史坦等人為敵。
PS2版中，增加了幫助史坦而趕來協助的劇情。身為卡爾巴雷斯人，想完成祖先的願望而參戰，這點上已經做了更動。

### 格雷巴姆勢力
格雷巴姆（Grebam Harnhalt，聲優：飯塚昭三）
史特雷蘭茲神殿的大司祭，菲莉雅的直屬上司，第一部的最後頭目，知道神之眼的存在，打算利用它的力量將世界變成自己的東西而奪走神之眼，逃走之際將大司教馬登殺害，將菲莉雅石化，擁有豐富的古代知識，持續的研究之後得知，怎麼利用神之眼召喚、操縱魔物方法，在世界各地逃亡流竄。在法達利亞持有伊肯迪諾斯以及神之眼，跟史坦爾等人對峙，最後過度吸取神之眼的能量，超過負擔的極限而自己氣絕身亡。
PS2版中利用神之眼巡迴的目的，變成了是受到修格的幕後操縱與協助，其真正的目的是為了要復活天空都市作準備。並非PS版中看不太出目的的行動方式。
巴提斯塔（聲優：山寺宏一（PS版）、山田真一（ドラマCD）、真殿光昭（PS2版））
加入格雷巴姆的造反行動中，史特雷蘭茲神殿的司祭，是菲莉雅的同僚，擅長格鬥技的武僧，以大型爪為武器。有著受到電擊拷問卻沒有洩漏半句口風，令人驚訝的忍耐力。格雷巴姆勢力的軍事力，以及製造的魔物，率領海賊對菲茲卡魯特周邊海域，向奧伯隆公司的透鏡運輸船發動襲擊。一度輸給史坦爾等人而被捕，逃脫之後在水上城公國再一次交手（實際上是里歐故意給他逃走的），最後自己強行拿下拷問的頭飾而身亡。對菲莉雅的說話跟態度都極為粗暴，但是在她研究時是各會幫她忙的好同事，他會造反實在是很難相信。
PS2版中，在卡爾巴雷斯，史特雷蘭茲神殿分部撿到的孤兒，因為他製造出不少的問題跟麻煩，所以轉送回賽依喀魯特的史特雷蘭茲神殿。從生活的樣子來看，他對於神並沒有特別的信仰心。在水上城公國在交手的時候，不知道用什麼方法拿下了拷問頭飾，與PS版中的死法變的不同（最後戰敗力竭身亡）。武器上也變的不同，使用的爪子變的比較小。
提貝利烏斯·鬥雞（聲優：玄田哲章（PS版）、池水通洋（ドラマCD）、野田圭一（PS2版））
水上城公國，鬥雞領的領主，周圍的人都稱他為「迪貝里烏斯大王」，跟格雷巴姆聯手，想將水上城公國的總領主抓起來，藉著神之眼當後盾掌握水上城公國。其武力執水上城公國的牛耳，本人具有被稱為劍豪的實力。打算支配世界，想見機奪走神之眼的野心家，敗給史坦等人之後，才驚覺自己被格雷巴姆利用，因為自暴自棄所說出的話，讓里歐發怒而被殺死。
PS2版中，死亡結果上變的不同，並沒有因為被格雷巴姆利用而自暴自棄，提貝利烏斯大王要求跟強尼一對一單挑決鬥，之後再被打敗而死。
達利斯·文聖特（聲優：速水奨（PS版）、堀井真吾（ドラマCD）、大川透（PS2版））
瑪莉的丈夫，失去瑪莉的記憶的本人。賽利爾自衛團團長職務的黑髮大劍使。受到格雷巴姆的洗腦而失去記憶，成為格雷巴姆的臣民壓制法達利亞。物語前進的方式會決定他的生死，隨著瑪莉加入隊伍的時間也會做改變。
PS2版中，PS版的設定大變更，為了在國王專制的法達利亞下，要求人民也能參與政治。因位失去記憶而追隨格雷巴姆已經更動，當初為了讓人民參與政治，而採取行使武力為後盾的手段，使得義勇軍的據點賽利爾，被王國軍掃討壓制，在逃亡時瑪莉掉落山崖，偶然的失去記憶，達利斯自己則是被捕入獄，在牢獄中考慮過後決定，以對話當作交涉的手段，當他被釋放的時候，跟格雷巴姆合作的義勇軍，已經採取了武力行使，這已經令他無法在到以前只能繼續前進了。所以在義勇軍打敗王國軍時，一個人背負下反叛的罪責投靠格雷巴姆。

### 天上人
米克多朗（Micturan，聲優：置鮎龍太郎（PS版）、堀川亮（ドラマCD、デスティニー2、PS2版））
天地戰爭時期，天上軍的指揮，空中都市群的支配者，自稱「天上王」本作的最後頭目。
稀世的科學家同時也是劍術的達人，守護劍中的其中一人加雷爾在突刺攻擊之時，將人格轉移到守護劍·貝爾瑟利歐斯上，取代了原有的人格，操控了挖掘出貝爾瑟利歐斯的修格，並且將天空都市群復活的人。因為原本的修格只是個貧窮的考古學者，創建歐貝隆社以及擔任聖因加爾德王國重要地位，全部都是藉由米克多朗的手腕達成。
比起幻想傳奇中的達歐斯來說，他幾乎沒有背負什麼責任的問題，完全是因為他出身於貴族，所以對於史坦等人表現的態度，有如面對身分卑微的人哪般傲慢與自大。
PS2版中對於復活途中裝著天上民的膠囊抱持著執著心，完成後的外殼大地有著翠綠的模樣，追加了對於他的「理想」的描述，對於修格的親情間的描述有著更強的鄙視的態度。用神之眼的力量把修格的身體當媒介讓自己復活。

### 其他人物
瑪莉安（聲優：藤卷惠理子（ドラマCD、PS2版））
25歲
修格宅邸工作的女僕，因為樣貌神似修格的亡妻克莉絲·卡特雷特，因而受到僱用。
里歐唯一會敞開心胸的對象，她的生命被修格拿來要脅里歐時，受制於修格而讓里歐聽命於他，最後甚至失去了性命也在所不辭。另一方面，她對里歐抱持著同情與憐憫，也了解里歐所想的心願。第二部中被人帶到天空都市去，受到史坦的幫助下，平安的回到地上。但是被帶去天空都市的她，完全沒有意識到，自己是被當成受到性命要脅的人質。
PS2版中對於里歐抱持的想法作了更動，對待里歐有如姊弟般的感情，但是這裡面混雜了，使用人的忠誠等複雜心情。在被當成人質時認為「如果成為他的負擔」，而一度考慮自殺。由於不知道里歐已經死亡，再問起里歐時，史坦假裝他有事去別處了，之後回到修格宅邸中，等待里歐歸來。整體給人的感覺懷有著一顆堅強的心。
克莉絲·卡特雷特（聲優：野田順子（ドラマCD））
修格的妻子，露蒂跟里歐的母親，由於丈夫被米克多朗人格佔據，將女兒露蒂丟棄並將她託付給愛特懷特，在生下兒子里歐後便死亡。
在PS版中性格並未說明，PS2版中有著一本她的日記，上面記載著跟她相關的話語，跟兒子里歐一樣喜歡吃甜的東西，以及對於修格送的戒指（婚約？）有「可以賣多少錢？」的反應，這點上有點像女兒露蒂……。
梅爾克琉斯·利特拉（聲優：遠藤守哉）
天地戰爭時期地上軍的指揮，地上軍最高司令官，是個面對困難狀況之中，能想出如何打開出路對策的人物，同時也是一各很有才能的科學家。在系列中他的指揮能力算是首屈一指的。現在跟守護劍一樣，將人格投射在拉帝斯洛的核心上，在戴克洛夫特機能恢復的同時醒來，為了阻止宿敵米克多朗立訂了各個戰術，引導史坦等人前進的方向。在剛醒來的時候，開口請史坦帶助手來協助他。
PS版中是以牆上的影像來呈現，到了PS2版變成了立體的影像呈現方式登場。
賽依喀魯特（聲優：佐藤正治（PS2版））
現今賽依喀魯特王國的國王，身體雖然行動不方便，依舊平定各國的名君。
PS2版中名君的部份並沒有改變，身體不便的狀況已經取消，現今能看到他有元氣的走動了。因為神之眼所製造危害世界的混亂，盡全力協助史坦等人的幕後功勞者之一。
賽依喀魯特七將軍
賽依喀魯特王國所誇耀的七位指揮官，在王國內有著極高的評價跟名聲，不過因為里歐的關係，有點被埋沒的感覺。
PS版中在完成外殼大地後，在聖因加爾德各地防禦魔物的事件見到，PS2版中7個人擁有各自的代表圖案。
德萊汀（聲優：今村直樹（ドラマCD）、岡和男（PS2版））
46歲，七將軍中領導者是王國內最高指導官，對於下屬十分的嚴格，所下屬都有點畏懼他，相當為人民著想所以在人民之間有著相當高的人氣，PS2版中對於完成神之眼奪回任務的里歐，賦予期望打算有機會介紹其他的將軍給他認識。
湯瑪斯·艾爾隆（聲優：麻生智久（ドラマCD））
史坦跟莉莉絲的祖父，原本是賽依喀魯特王國的士兵，在26年前是七將軍中的一人。
PS版中存在感相當薄弱的人物，在PS2版中具有跟現役實力披敵的人。
雷伊諾爾茲（聲優：山崎たくみ（PS2版））
賽依喀魯特王國的科學家，在PS2版中成為里托拉的助手留在拉第斯羅上協助他，是開發出透鏡砲以及，具有通信機能的頭飾裝置，在PS2版中變的更加的活躍，最初登場的時候是幫史坦等人，在頭上裝上頭飾電擊裝置時出場。
另外，在里歐路線劇情裡，似乎也研發過奇怪的裝置。(效果是不停的打嗝)
亞爾帕（聲優：田口昂（PS2版））
在雪之國中的弓箭名手，也是伍德隆的師父，傑露西的祖父。PS2中在法達利亞王國動亂時，增加了出場的機會。
費特·茂隆（聲優：拡森信吾（PS2版））
水上城公國茂隆領的後繼者，強尼是青梅竹馬好友，跟愛蕾諾雅有著婚約關係，但是她被提貝利烏斯害死，她的死在心中留下深深的傷痛，之後跟莉亞娜結婚，同時也是黑十字艦隊的指揮官，也是劍術的達人，在10年前的水上城聯合武術大會中，贏得優勝而准優勝是提貝利烏斯。在茂隆被提貝利烏斯佔領後，被當成人質監禁了起來。
PS2版中在失去愛蕾諾雅的期間，對於安慰自己的強尼，口出惡言相向，而那些惡言則是成了強尼小丑態度的主要原因，現在令他後悔了。
愛蕾諾雅
水上城公國中稀有敢把心中的話說出來的女性，從小跟費特、強尼一起長大，跟費特有著婚約關係。提貝利烏斯搶奪了另一位領主兒子的妻子，並將其殺害動機上完全不明。
莉亞娜·茂隆（聲優：引田有美（PS2版））
費特的妻子，跟費特、強尼常在一起，對於過去強尼跟費特、愛蕾諾亞之間的三角關係相當的了解，也很平靜的接受了這樣的過去。
巴卡斯（聲優：中井和哉（ドラマCD）、岩永哲哉（PS2版））
史坦在利尼村莊中的好友。
村長之娘
利尼村村長的女兒，對史坦有好感，再第二部開始的時候，打算趁史坦去旅行前告白。在命運傳奇2中依舊很關心他。
PS2版中在史坦外出買晚餐要用的菜色時，大方給了史坦牛肉的告白行為，但是莉莉絲不知她所想的，應是要史坦拿回去還她。在看到菲莉雅還一度認為兩人是情侶關係，因而放棄了自己對史坦的感情，之後又在諾伊舒達特遇到菲莉雅。有著一頭褐色綁著馬尾的頭髮。
瑪姬
在莉妮村中耕種田地的阿姨，PS版中可以拿種子給予她，可以種出果實道具。
PS2版中追加了，曾經是諾伊舒達特競技場的冠軍得主，不知道為什麼康格曼很怕她。
達捷（聲優：茶風林（PS2版））
服侍伍德隆的老兵，從伊薩克時代就是一名忠臣，對於法達利亞的忠心一直沒有改變過，在神之眼第二次又被奪走時，代替伍德隆留守王城。
漆黑之翼
克里德、喬、米莉（聲優：置鮎龍太郎（グリッド）、石川英郎（ジョン）、宇和川恵美（ミリー））
在世界各地旅行的透鏡獵人集團。自稱「音速貴公子」的克里德，自稱「大胃王」的喬，以及自稱「疾風」三人中一點紅的米莉，三個人組成的團體，本作是最初登場的作品，之後的傳奇系列都有數度登場「漆黑之翼」的最初始祖。

#### PS2版登場人物
羅尼（Loni）
登場作品為《命運傳奇2》。
住在克雷斯達有著一頭銀髮5歲少年，本作18年後的舞台「命運傳奇2」登場，是羅尼·迪那敏斯的幼年的模樣。
本作的時候還並不是孤兒，也是他第一次見到露蒂，在被露蒂威嚇之後逃走了。
弗朗茲
追求「世界四大秘寶」的研究者。總是充滿活力的一個人，跟史坦個性非常投的來。在《重生傳奇》中追求「世界七大夢幻」所追加的人物，洛朗茲（グランツ）則是他雙胞胎的弟弟。
威爾&喬布斯（聲優：三戸耕三&陶山章央）
在DC導演版中里歐篇所登場，兩位聖因加爾德上級兵，威爾是個有禮貌以任務為優先的人，喬布斯則是嘴巴有點壞但實際上，是個相當為同伴著想的人。
在第二部一開始交付里歐，選出適合擔任隊長的人選，之後選上的人受到派遣，前往看守飛行龍任務，由於休格命令里歐奪取飛行龍，對於不願意讓路因而跟里歐交手後被殺死。
巴魯巴多斯·蓋迪亞（Barbatos Goetia，聲優：若本規夫）
登場作品為《命運傳奇2》。
天地戰爭時代的猛者，因為追求戰鬥背叛了地上軍，之後被迪姆羅斯誅殺的人物。原本是「命運傳奇2」登場的人物，本篇過關之後會以隱藏迷宮最下層的頭目方式登場。如果玩家以把手固定利用自動戰鬥的方式升級，將會在戰鬥中亂入，跟命運傳奇2登場時不一樣的，本作中設定為憎恨迪姆羅斯徘迴在世上的「亡靈」。比起命運傳奇2,本作實力變得更為兇狠,擁有多次數鋼體外還有能夠在集氣後重擊地面造成一擊滅團的隱藏招式：世界毀滅者。
蜜蜜·布雷斯
登場的作品為《遺跡傳奇》。
22歲，第二部開始登場在莉妮村，食材店的店長。自稱「麵包師傅（パン職人）」在語尾都會習慣性的加上「麵包（パン）」的奇怪習慣。
隱藏要素會以魔物的方式在外殼大地登場的驚喜，手拿著法國長條麵包當武器，擅長的技能是秋沙雨系列的「麵包沙雨（パン沙雨）」。
繆石像
登場作品為《深淵傳奇》。
是露蒂在傑諾斯（ジェノス）附近的神殿遺跡中找到的石像。PS版中是以「BC杖（BCロッド）」當作交易物品，在深淵作品中的吉祥動物，兼具術士之戒的多功能用途！是個被踏、被踢、被扁還是會喊「主人（ご主人様）」守護在身旁的忠心寵物，有著跟小小的身體不相稱的一雙大耳朵，是奇咕魯族的聖獸。
克拉多斯·奧利歐（Kratos Aurion）
登場作品為《交響曲傳奇》。
滿足特別的條件就會出現在哈梅茲（ハーメンツ）村，會用本作相關的問題考人，會用不變的語氣斥責答錯的人，如果放棄答題會顯的有點落寞。

## 世界觀

### 國家
塞依喀魯特王國（セインガルド王国）
首都達利爾傑伊特（ダリルシェイド），在世界地圖中央的大國，也是奧伯隆公司的設置所在地，亞塔莫妮教團的總部同時也位在國境內。
法達利亞王國（ファンダリア王国）
首都海德堡（ハイデルベルグ），跟塞依喀魯特相鄰的南方國家，國土內常年下雪的緣故，所以擁有冰河等極為寒冷的區域，跟塞依喀魯特相鄰，現今的伊薩克國王，在人民之間有著賢王的評價，不過也有一部分打算民主的派系存在（PS2版）。
卡爾巴雷斯（カルバレイス）
首都喀露比歐拉（カルビオラ），位於塞依喀魯特西北方的國家，有著廣大的沙漠跟火山貧瘠的不毛之地。在天地戰爭時期遭到留放的天上民，就居住在這塊貧瘠的土地上，對其他的國家的外來者，因其長期受到的迫害相當的敵視外人，在這裡一樣有著亞塔莫妮教團所屬之地，但因為民情不同（有著自己信奉的神）所以布教相當的艱難，對於歐貝隆社所設置的支部，提供生活用品方面相當感謝（PS版），但又對於歐貝隆社社員的優渥生活感到厭惡他們（PS2版）。
菲茲卡魯特（フィッツガルド）
首都諾依舒達特（ノイシュタット），位於聖因加爾德西南方的民主國家，有著溫暖氣候綠意盎然的國土，設在首都的奧伯隆公司令其迅速發展，如今是世界上資本位居第二的富裕國家。因為過度快速的發展，造成貧富差距問題相當大，對於富裕的移民者有著敵視的現象。
另外在首都有著相當有名的競技場存在，雖然是新興國家，但因為開發上集中在首都，所以其他區域並沒有來的那麼繁榮。
水上城公國（アクアヴェイル公国）
位於賽依喀魯特東北方由紫電（シデン）和鬥雞（トウケイ）茂隆（モリュウ）等領地，內含大小群島組成的聯合國家，目前為鎖國的狀態，封鎖對外的一切交流中，因為暴君提貝利烏斯之故，與鄰國賽依喀魯特處於開戰狀態，也沒有奧伯隆公司跟亞塔莫妮教團的設立。

## 用語

### 透鏡
透鏡（レンズ）在千年之前落到地球上來的巨大彗星碎片，內含有特殊的能源反應，能運用在機械的能源上，以及醫藥品等多樣化的使用方式，而利用精神方式將透鏡的能源引導出來，這種技術被稱為「晶術」。現今透鏡的來源取自於天地戰爭遺跡中，以及魔物的體內。
透鏡的碎片所蘊藏的能源發揮程度，其實跟透鏡的數量、密度、純度相當的關係，也因此藉由再加工之後的透鏡，更能發揮碎片狀態下所沒有的能源特性，經由精練出來的有神之眼、以及守護劍等就是其中幾種加工過的透鏡產品之一。
在千年前的彗星落下時差點讓人類瀕臨滅亡，雖然同時發現了透鏡而度過了這場危機，其後更利用透鏡研究終結天地戰爭的方法，天地戰爭也因為這項技術影響而結束，約為20年前以歐貝隆社為中心，再一次漸漸在世界上普及化，但現今的製作技術已經無法跟天地戰爭時期所能比擬，所以飛行龍、守護劍、貝爾克蘭托等天地戰爭時期的技術，已經不是現今所擁有的技術所能製作出來的了。

#### 魔物
魔物（モンスター）將透鏡吸入體內造成異變的動物植物，體內受到透鏡的影響而改變（巨大化、奇特化），多數也因此而變的兇暴，在取出透鏡後恢復正常，唯一不受透鏡影響的生物只有人類。
基本上為野生的生物誤碰透鏡所造成，不過天地戰爭時期也有著因為軍事目的所產生的魔物存在，在於魔物繁殖進化的結果下，現在魔物非常多種類散佈在世界各地，甚至有些魔物能引出體內透鏡的能量，藉此發出晶術攻擊。

#### 神之眼
直徑6m的巨大透鏡，內含有著不合比例大小的超強能量，天地戰爭時期負責全天空都市的浮游能量，以及貝爾克蘭托的能源供給。
在天地戰爭終結後，為了避免天空都市在一次復活，而打算將神之眼給破壞，但是強力的能源屏障下，完全無法傷之分毫，因此改採封印措施，為了防範有人想拿去惡用，另外設立了亞塔莫妮教團隱蔽其存在，之後交付聖因加爾德的斯特雷萊茲神殿，藏匿在地底下長期保管著。

#### 飛行龍
有著巨大飛龍姿態的交通工具，天地戰爭時期結合有機性質跟透鏡所研究出來的成品，外貌是巨大的飛龍造型，所以通常是不會有受到魔物襲擊的疑慮的，跟潛藏在海底的海龍，是同一各研究的所製作出來的，另外還有守護貝爾克蘭托而開發出來的「守護龍」。以有機體跟透鏡結合這點，有點類似魔物的性質，只是差別在於不同的是，他們並沒有自我意識存在，僅只是交通上的工具而已。
PS2版中有著同樣性質存在的「始祖龍」登場。

### 天地戰爭
在千年以前天空都市跟地上之間所發生的大戰。戰況經常是由擁有貝爾克蘭托的天空都市群天上軍所主導，地上軍聯合作戰總部，軍事要塞拉帝斯洛，藉由推進功能浮空突襲天空都市群的首都，藉此將守護劍小組帶頭突擊，而偷襲的結果為地上軍帶來了勝利，天地戰爭也因而結束。
PS2版中對於天地戰爭相關的紀錄都沒有保存下來，只留下「昔日天地戰爭是場浩大的世界戰爭」，「名叫神之眼物品是這場戰爭的元兇」程度的紀錄下來而以。

#### 空中都市
巨大彗星的撞擊所帶來的二次災害，整各星球覆蓋著粉塵，導致天氣異變成了極寒的世界，而天空都市正是為了離開地上，因應其不良天氣所建造，以透鏡的力量讓都市漂浮，正確來說應該稱為「外殼」的人工大地，漂浮在超越覆蓋地上粉塵的高空上，其上設置了數各的都市。而搭載貝爾克蘭托的天空都市群的首都，戴克洛夫特則是自己飄浮著並無大地的支撐。
原本預定是所有的人民都要移住到天空都市上，先遣隊在移住一部份的人之後，因為相信自己是有選擇誰的資格，主張這樣的思想下覺得「能住在天空都市都是自己覺得很優秀的人」。更以「天上人」的名義來欺壓地上的人，導致地上人不斷反彈，進而引發全面性的戰爭。
在戰爭終結後「再利用」、「破壞」兩方提案意見不斷，在對於環境影響的考量結果之後，採用地上軍最高幹部中的克雷門堤意見，將全天上都市全數沉入海中。

#### 貝爾克蘭托
貝爾克蘭托（ベルクラント）天空都市首都戴克洛夫特所搭載稱為「無差別碎殼兵器」的巨大透鏡能源砲，原本的功能是將地面上的大地經由射擊後，席捲大地至粉塵之上的高空中，藉此作成外殼大地的作業機械，在天地戰爭中拿來對地上軍攻擊的戰略兵器使用。
地上軍因為這各兵器，在天地戰爭中打開戰起一直屈居於劣勢，也使得開發出貝爾克蘭托的團隊決心要逃到地上，地上軍將勝利希望的寄望全部放在守護劍之上。

#### 守護劍
守護劍（ソーディアン）人的記憶跟性格投射在劍上，又稱為「擁有自我意識的劍」，利用高熱，高密度的方式濃縮透鏡所打造而成的武器，天地戰爭末期的以最後辦法構想開發出來，在局地戰爭使用的武器，由地上軍的天才科學家哈洛路特・貝理賽利歐斯提倡的理論，在逃亡的貝爾克蘭托開發團隊帶來基本的裝置後做出成品。
劍的主人可以利用劍身所含的能源，發揮出強大的晶術攻擊，而投射在劍身的人格可以在攻擊時跟劍達成同步的協調性，在白兵戦中比一般的劍更加優秀的戰鬥性能，投射在劍身上的人格可以用一般的話語與主人交談，不過要發揮出實力必須要擁有素質，沒有素質的人連劍的聲音也聽不到。擁有素質的人必須要跟劍身上的人格達成溝通協調，才有可能發揮出劍的全部能力。
PS2版中有著跟劍身上性格不同，而導致劍的能力低下並未能發揮全部實力的設定。
劍的主人跟劍身上的人格必須精神上同步是不可缺少的要素，最初劍的主人使用自己的人格附在劍上，總共開發出6把守護劍而其劍都冠上最初主人的名子。只有守護劍·貝爾瑟利歐斯是例外的，這把劍使用的人格是卡雷特雙胞胎妹妹哈洛路特的人格。
集結守護劍小組的力量前去討伐天空都市的支配者，地上軍也因此勝利，戰爭終結之後投射在劍之上的人格，因為過於靠近會因為互相干擾，導致人格遭到破壞毀損的可能性問題發生，所以在封印神之眼跟天空都市群、拉帝斯洛之後，採取以分散在世界各地的方式保管。

### 組織

#### 歐貝隆社
歐貝隆社（オベロン社）擁有披敵國家年預算的收入量的商業集團，在世界各地都擁有商業活動，也是世界上唯一握有透鏡加工技術的。總部設立在聖因加爾德，菲茲加爾德、卡爾巴雷斯都設有支部。對於聖因加爾德來說，社長修格·吉爾克里斯特同時身兼國王的副手，令王國兼具繁榮跟自身利潤上的追求。
透鏡製成的營養飲料，日常的家電用品，對魔物使用的武器，等等非常多的多樣化的製品，因為如此歐貝隆社對於透鏡的需求量極大，所以有著向民間收購透鏡的機制，買取透鏡的分店在世界各地都存在著。
因此以打倒魔物進入遺跡收集透鏡，然後在拿去賣給歐貝隆社換錢當作工作的人，都通稱他們為「透鏡獵人」。

#### 亞塔莫妮教團
亞塔莫妮教團〔「斯特雷萊茲神殿（ストレイライズ神殿）」〕崇拜女神「亞塔莫妮」的集團，教團的首要任務就是把神之眼的存在給隔離並隱藏起來，經過了1千年之後的現在，鞏固了聖因加爾德的國教的地位，總部設立在斯特雷萊茲神殿，並且將神之眼安置在此處的最深處，神之眼的存在以及教團設立原因，只有司教跟大司教的上位神官才清楚，下位神官純粹只是神的信仰者。神官之中也有著對古代文明相當研究的另外一面存在。
在PS版設定中並不會以亞塔莫妮教團的名稱出現，而是以設施的名稱斯特雷萊茲神殿的方式登場。

## 遊戲系統
增強式線性動作戰鬥系統（E-LMBS）（PS版）
本系統是以《時空幻境》的系統改良。因為Play Station的豐富表現力及艷麗的畫面技術，能加入身長5米的巨人和8隻敵人的多人戰鬥等。
高空線性動作戰鬥系統（AR-LMBS）（PS2重製版、PS2重製導演版）
由E-LMBS改良，不單在地上，空中也能連擊。
CC特技系統 （PS2重製版、PS2重製導演版）
利用CC取代舊有的TP系統模式，CC系統是採用攻擊不同的技巧消耗CC數不同上，讓玩家進行不同CC數時不同的連段方式，此系統銷耗的CC是依據玩家的連段方式會有所不同，但是CC的恢復是固定的，因此不一樣的玩家跟技巧上的設定上，可以為戰鬥帶來更多不同的連段樂趣。
特別值得一提的是，因為玩家的連段關係，所以怪物跟頭目的設定上增加了防禦的能力以及鋼體效果，這時玩家可以用按住下跟防禦進行爆氣動作，利用該效果突破敵人防禦的特有設定，這是有別於其它系列中所首創的。

## 備註
1. ↑  在鋼體效果有效時，不論怎麼攻擊都無動於衷，也不會後仰或是停下攻擊，除非玩家達到一定次數上的連段才能突破此效果

## 主題曲
- 片頭曲「如夢似幻」（夢であるように）

歌：DEEN
作詞：池森秀一、作曲：DEEN、編曲：池田大介

## 小說
- 著作：、插畫：豬股睦美、出版：Fami通文庫（中文版由青文出版社代理）
  - （日語） Tales of Destiny 繼承命運之人 上　（ISBN 4757700636）
    - （繁體中文） 命運傳奇 命運傳承者 上　（ISBN 9789862099551）

  - （日語） Tales of Destiny 繼承命運之人 下　（ISBN 4757700644）
    - （繁體中文） 命運傳奇 命運傳承者 下　（ISBN 9789862099933）

  - （日語） Tales of Destiny 青之記憶　（ISBN 4757704348）
  - （日語） Tales of Destiny 蒼黑的思想 上　（ISBN 4757734271）
    - （繁體中文） 命運傳奇 蒼黑的思念 上　（ISBN 9789862560235）

  - （日語） Tales of Destiny 蒼黑的思想 下　（ISBN 4757735642）
    - （繁體中文） 命運傳奇 蒼黑的思念 下　（ISBN 9789862560242）

- 著作：祭紀、插畫：橋本正枝、出版：電擊文庫
  - （日語） Tales of Destiny 露蒂的規則　（ISBN 4073081691）
  - （日語） Tales of Destiny 天地戰爭篇　（ISBN 4840209626）

## 漫畫
- 「Tales of Destiny 圍繞著神之眼的野望」
  - 作畫：啄木鳥真紀
  - 漫畫單行本：

1. （日語） ISBN 978-4757700864
2. （日語） ISBN 978-4757700871
3. （日語） ISBN 978-4757701793
4. （日語） ISBN 978-4757701809
5. （日語） ISBN 978-4757701489
6. （日語） ISBN 978-4757702851

- 「Tales of Destiny」
  - 作畫：摩緒
  - 漫畫單行本：

1. （日語） ISBN 978-4757503977
2. （日語） ISBN 978-4757505452
3. （日語） ISBN 978-4757506565
4. （日語） ISBN 978-4757507807
5. （日語） ISBN 978-4757509238

- 「Tales of Destiny Director's Cut -虛幻時辰的里歐-」
  - 作畫：
  - 漫畫單行本：

1. （日語） ISBN 978-4048671989
2. （日語） ISBN 978-4048677103

## CD

### Drama CD
- Tales of Destiny 1
- Tales of Destiny 2
- Tales of Destiny 3

- Tales of Destiny 地上篇 Vol.1
- Tales of Destiny 地上篇 Vol.2
- Tales of Destiny 地上篇 Vol.3
- Tales of Destiny 天上篇 Vol.1
- Tales of Destiny 天上篇 Vol.2
- Tales of Destiny 天上篇 Vol.3

- Tales of Destiny 〜 PROUST Forgotten Chronicle

### 原聲音樂
- 「Tales of Destiny」Soundtrack
- 「Tales of Destiny」ORIGINAL SOUNDTRACK

## 相關書籍
- Tales of Destiny 官方攻略本　（ISBN 978-4757702479）
- NAMCO官方攻略本 Tales of Destiny
- Tales of Destiny 官方完整攻略本　（ISBN 978-4902372120）
- Tales of Destiny 完全攻略本　（ISBN 978-4757734609）
- Tales of Destiny 預言之書　（ISBN 978-4087793918）
- Tales of Destiny Director's Cut 完全攻略本 for 里歐篇　（ISBN 978-4757741355）
- Tales of Destiny Director's Cut 宿命之書　（ISBN 978-4087794526）
- Tales of Destiny 人物收藏　（ISBN 978-4740223492）

## 外部連結
- （日語）傳奇頻道+（页面存档备份，存于）
- （日語）BANDAI NAMCO 娛樂官方網站（页面存档备份，存于）